# Marie Sklèraina

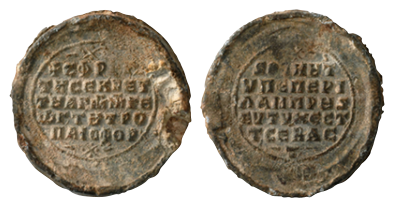
Sceaux de Marie Sklèraina (1044).

Marie Sklèraina (mort en 1045 ou 1046) est une courtisane[réf. nécessaire] byzantine, maîtresse de l'empereur Constantin IX (1042-1055), qui fait d'elle une quasi-impératrice.

## Biographie
Elle appartient à la famille importante des Sklèros qui ont gravité autour du pouvoir impérial byzantin entre le Xe siècle et le XIe siècle. Elle est notamment parente de Pulchérie Sklèraina, la deuxième femme de Constantin IX et est veuve d'un premier mari dont seul est connu son rang de protospathaire. Quand Pulchérie meurt, Constantin commence à entretenir une relation avec Marie Sklèraina, alors qu'il est en exil à Mytilène. Toutefois, étant déjà remarié, il ne peut prétendre à un troisième mariage, défendu par les canons de l’Église. En 1042, il est approché par Zoé Porphyrogénète, dernière représentante de la dynastie macédonienne avec sa sœur, Théodora. Les deux sœurs corègnent depuis quelques semaines et l'abdication de Michel V. Zoé cherche alors un troisième époux pour conserver sa place d'impératrice car le trône ne peut échoir durablement à une femme dans la tradition politique byzantine. Constantin accepte d'épouser Zoé et l’Église consent partiellement à cette union dérogatoire au droit canonique. Si les deux conjoints semblent entretenir une bonne relation, Constantin impose rapidement la présence de Marie Sklèraina à la cour. Cette dernière est apparemment déterminée à vivre aux côtés de son amant et d'avoir un rôle au Palais impérial. Si elle vit d'abord dans le vaste espace qu'est le palais des Manganes à Constantinople, elle finit par rejoindre Constantin IX au Grand Palais. Un traité d'amitié est alors conclu entre elle et Zoé pour officialiser la situation de ce ménage de trois, auquel Zoé semble ne pas s'opposer fondamentalement. Préservée dans son statut d'impératrice, elle accepte que Marie Sklèraina jouisse du titre de sébaste, équivalent à celui d'Augusta. Marie, dont les appartements jouxtent désormais ceux de Constantin, dispose alors d'une place privilégiée dans une configuration inédite où trois femmes peuvent revendiquer le statut d'impératrice : Zoé, sa sœur Théodora et Marie, même si cette dernière n'en a pas formellement le titre. En revanche, elle conseille parfois directement Constantin IX pour certaines décisions, même si sa trop grande proximité avec le pouvoir semble à l'origine d'émeutes de la population constantinopolitaine en 1044, favorable à ce que Zoé et Théodora demeurent les impératrices de droit. Elle meurt en 1045-1046 et Constantin en tire une grande affliction, tandis que Michel Psellos écrit un poème à cette occasion. L'empereur la fait enterrer au monastère de Saint-Georges-des-Manganes qu'il a fait restaurer à grands frais et dans lequel il est inhumé au moment de sa mort en 1055.